# Рид, Берт
То́мас Ге́рберт Рид (англ. Thomas Herbert Read), также известный как Берт Рид (англ. Bert Read) — английский футболист, выступавший на позиции защитника.

## Футбольная карьера
Уроженец Манчестера, Рид начал карьеру в местном клубе «Стретфорд». В 1895 году перешёл в «Манчестер Сити», выступавший во Втором дивизионе. В сезоне 1898/99 помог «Сити» занять 1-е место во Втором дивизионе и выйти в Первый дивизион. После этого провёл в «Сити» ещё 3 сезона в высшем дивизионе. Всего провёл за «Манчестер Сити» 119 матчей и забил 2 гола. В сезоне 1901/02, выступая за «Сити» получил серьёзную травму колена, из-за чего провёл только 4 матча за целый сезон. По окончании сезона покинул клуб.
В августе 1902 года перешёл в соседний «Манчестер Юнайтед». Дебютировал за «Юнайтед» 6 сентября 1902 года в матче против «Гейнсборо Тринити» (это был первый матч футбольного клуба «Манчестер Юнайтед», перед началом сезона сменившего своё название с «Ньютон Хит»). В сезоне 1902/03 провёл за команду 33 матча. В сезоне 1903/04 у Рида обострилась старая травма колена, и он провёл за команду только 9 матчей. Его последним официальным матчем за клуб стала игра против «Глоссопа» 16 января 1904 года. В дальнейшем за основной состав не играл из-за травмы, хотя покинул клуб только в июне 1908 года, завершив карьеру игрока.

## Достижения
Манчестер Сити
- Чемпион Второго дивизиона: 1898/99

## Статистика выступлений
| Клуб              | Сезон            | Лига | Лига | Кубок | Кубок | Итого | Итого |
| Клуб              | Сезон            | Игры | Голы | Игры  | Голы  | Игры  | Голы  |
| ----------------- | ---------------- | ---- | ---- | ----- | ----- | ----- | ----- |
| Манчестер Сити    | 1895/96          | 1    | 0    | 0     | 0     | 1     | 0     |
| Манчестер Сити    | 1896/97          | 8    | 1    | 0     | 0     | 8     | 1     |
| Манчестер Сити    | 1897/98          | 27   | 0    | 2     | 0     | 29    | 0     |
| Манчестер Сити    | 1898/99          | 20   | 1    | 0     | 0     | 20    | 1     |
| Манчестер Сити    | 1899/00          | 28   | 0    | 1     | 0     | 29    | 0     |
| Манчестер Сити    | 1900/01          | 27   | 0    | 1     | 0     | 28    | 0     |
| Манчестер Сити    | 1901/02          | 4    | 0    | 0     | 0     | 4     | 0     |
| Манчестер Сити    | Итого            | 115  | 2    | 4     | 0     | 119   | 2     |
| Манчестер Юнайтед | 1902/03          | 27   | 0    | 6     | 0     | 33    | 0     |
| Манчестер Юнайтед | 1903/04          | 8    | 0    | 1     | 0     | 9     | 0     |
| Манчестер Юнайтед | Итого            | 35   | 0    | 7     | 0     | 42    | 0     |
| Всего за карьеру  | Всего за карьеру | 150  | 2    | 11    | 0     | 161   | 2     |